# Honismereti Szövetség
Honismereti Szövetség (1990) magyar civil szervezet. Székhelye Budapesten található. A Honismereti Szövetség független, művelődési közhasznú szervezet, amelynek alapcélja a honismereti mozgalomban működő egyesületek, szakkörök, bizottságok, művészeti együttesek, egyének önkéntes társuláson alapuló összefogása, szervezeti feladatainak, akcióinak összehangolása és szakmai támogatása. 21 tagszervezettel működik Magyarország területén.

## Céljai
A honismereti mozgalom olyan közösségi célú, önkéntes és öntevékeny társuláson alapuló kulturális tevékenység, amely a szülőföld, a lakó- és munkahely, a szűkebb és tágabb haza történetének, természeti és gazdasági értékeinek, népéletének, kulturális hagyományainak megismerését, megismertetését, tiszteletét és gyarapítását szolgálja. A mozgalom csarnoka három pillérre épül, kibontakozásától kezdve hármas funkciót tölt be: 
- A tudománysegítés, ami a honismereti munkában való részvétel értelmét jelenti. Ennek eredménye pedig az értelmiségi – a nem föltétlenül diplomás, de szolgálatot teljesítő értelmiségi – ember legnagyobb, legteljesebb örömét nyújthatja.
- A nemzeti identitást erősítő szerep, ami különösen a kisebbségben élő közösségek számára fontos, de hát tudjuk, hogy valamilyen módon és valahol mindnyájan kisebbségben vagyunk, s ez a balsors sújtotta nemzet az elmúlt több mint fél évszázad során saját hazájában is többször kisebbségbe szorult. Reméljük, ki tudja használni, amikor maradék országunkban időről-időre ismét többségben lehet.
- Megteremti az emberi életnek értelmet adó, hasznos és örömmel végzett munkálkodás lehetőségét. Ez különösen azoknál az embertársainknál fontos, akiknek kenyérkereső munkájuk során nem adatik meg a jó szívvel végzett, értelmes munka öröme, továbbá akiknek enélkül öregségükre kiüresedne az életük.

A Szövetség a honismereti mozgalom egyéni és közösségi résztvevőinek összefogásával, a szakmai alapok erősítésével
- vállalja a nemzeti tudat ébrentartását, a hagyománykincs ápolását;
- segíti az értékmentő és őrző kezdeményezéseket, a kulturális örökség megóvását;
- támogatja az etnikai csoportok és nemzeti kisebbségek azonosságát őrző sajátságok tudatosítását és fenntartását;
- elősegíti a határon túli magyarság történeti, néprajzi, művelődéstörténeti értékeinek felkutatását, gyarapítását, szakmai-módszertani segítséget nyújt a helyi honismereti kezdeményezésekhez.

## Előzmények
A honismereti mozgalom előzményei a magyar történelem kiemelkedő korszakaiban, legjobbjaink törekvéseiben gyökereznek. A felvilágosodás idején, majd a reformkorban, továbbá a kiegyezést követően született országleírások: Bél Mátyás, Fényes Elek, Pesty Frigyes, Orbán Balázs, Borovszky Samu és mások munkái tekinthetők a szervezett honismereti mozgalom előképének. Közös ezekben a törekvésekben, hogy a hon jobb, teljesebb megismerését szolgálták, de nem öncélúan, hanem az ország megreformálása, gazdaságának jobbítása, népének boldogulása érdekében.
A honismereti mozgalom előzményének számíthatjuk a hazai (regős-) cserkészmozgalmat is, amely a trianoni trauma közepette a nemzeti öntudat újjáéledésének egyik oszlopa lett, majd a második világháború után kibontakozó önkéntes néprajzgyűjtő mozgalmat, Morvay Péter vezetésével.

## Története (1945-1990)
A Hazafias Népfront Országos Elnöksége a Honismereti Bizottság létrehozásával, munkaterve jóváhagyásával, lehetőséget teremtett a
mozgalom országossá tételére. 1968-ban a Hazafias Népfront IV. Kongresszusának állásfoglalására alapozva, az Országos Elnökség a
Honismereti Bizottság feladatát az alábbiakban határozta meg:
- eszmeileg formálja és erősítse a nemzeti tudatot;
- ápolja az egészséges lokálpatriotizmust;
- segítse elő hazánk, népünk, történelmi múltunk hagyományait,
- anyagi és szellemi értékeink jobb megismerését, megbecsülését;
- mindezeken keresztül tevő, cselekvő hazafiságra buzdítson.
1972-től Honismeret címmel folyóiratot adott ki.
A honismereti mozgalom a városok, községek jó részében és a fővárosban is gyökeret eresztett. A helyi közélet jelentős tényezőjévé vált, fontos szerepet töltött be a lakó- és munkahely, a szülőföld, hazánk megismerésében. A közgondolkodás alakításában, a helyi közművelődésben, továbbá a történelmi, kulturális értékek megőrzésében.
A Hazafias Népfront megszűnésével 1990-től önállóan működött, civil szervezeti formában maradt a Kárpát-medence legnagyobb honismereti-helytörténeti mozgalmának képviselője. A Fővárosi Bíróság 1990. június 4-én jegyezte be önálló szervezetként. Első elnöke Kanyar József, titkára Bartha Éva lett.

## Programjai, eseményei
- Országos Honismereti Akadémia
- Országos Hon- és Népismeret Konferencia
- Országos Határ Menti és Határon Átívelő Konferencia
- Országos Kiadványszerkesztő Konferencia
- Országos Ifjúsági Honismereti Akadémia
- Iskola és Honismeret Konferencia

## Elnökök (1990-)
- Kanyar József (1990-1995)
- Halász Péter (1995-2010)
- Debreczeni-Droppán Béla (2010-)

## Tagszervezetei
- Bács-Kiskun Megyei Honismereti Egyesület
- Balassagyarmati Honismereti Kör
- Baranya Honismereti Egyesület
- Borsod-Abaúj-Zemplén Megyei Honismereti Egyesület
- Budapesti Honismereti Társaság
- Csongrád Megyei Honismereti Egyesület
- Fejér Megyei Honismereti Egyesület
- Szülőföldünk Honismereti Egyesület
- Hajdú-Bihar Megyei és Debreceni Honismereti Egyesület
- Heves Megyei Honismereti Egyesület
- Jászjákóhalmi Honismereti Egyesület
- Péczeli József Komárom - Esztergom Megyei Honismereti Egyesület
- Érdy János Honismereti Egyesület
- Somogy Megyei Honismereti Egyesület
- Szabolcs-Szatmár-Bereg Megyei Honismereti Egyesület
- Tolna Megyei Egyed Antal Honismereti Egyesület
- Vas Megyei  Honismereti  Egyesület
- Veszprém Megyei Honismereti Egyesület